# Parther
Die Parther (von lateinisch Parthi, von altpersisch Parθava; persisch Pehlewan/Pahlawan/Pahlewan) waren ein Volk im Großraum Vorder- und Zentralasien, das eine nordwestiranische Sprache sprach. Sie werden oft mit der arsakidischen Dynastie (persisch اشکانیان, DMG Aškāniyān) in Verbindung gebracht, die nach ihrem Begründer Arsakes I. (auch Araš, Aršaka oder Aškān, im Deutschen auch Arsak I.) benannt wurde, denn mit der Gründung der Dynastie der Arsakiden wurde auch der Grundstein zum Partherreich gelegt, dessen Bevölkerung nun nach ihrer neuen Heimat (Parthien) als „Parther“ bezeichnet wurde.
Das Volk der Parther überdauerte jedoch das Arsakidenreich, indem unterschiedliche parthische Adelsfamilien sowohl im nachfolgenden Sassanidenreich als auch im später islamisierten Iran weiterhin von Bedeutung waren. Im Zuge der islamischen Eroberung Irans wiesen die ehemals parthischen Regionen mit der Zeit eine zusehends stärker werdende kulturelle und sprachliche Heterogenität auf, wie etwa im Falle der Region Pahla.
In der Antike entstandene Geschichtswerke zu den Parthern bzw. den Partherkriegen wurden als Parthika bezeichnet; sie sind alle nur fragmentarisch erhalten.

## Geschichte

### Partherreich
Die Gründung des Partherreichs geht nach einigen antiken Autoren auf die Parner zurück, welche selbst ein Teil der Stammeskonföderation der Dahae waren, die im heutigen Turkmenistan ansässig waren. Ihnen soll es gelungen sein, die Seleukiden aus der Satrapie Parthien zu vertreiben. Die Spur der Parner verliert sich in der Folgezeit. Für das neue von der Dynastie der Arsakiden gegründete Reich wurde der Name Parthien (altpersisch Parθava, parthisch Parθaw, mitteliranisch Pahlaw), für seine Bewohner der Name Parther geläufig.
In der Folgezeit gelang es den arsakidischen Herrschern, in stetigen Kriegen gegen die Seleukiden und das Gräko-Baktrische Reich zur Vormacht im Hochland von Iran und den angrenzenden Gebieten, insbesondere in Mesopotamien, zu werden. Das Partherreich war gekennzeichnet durch zahlreiche regionale Unterkönigreiche, die teilweise zuvor seleukidische Vasallenstaaten, wie Armenien und Media Atropatene, gewesen waren, sich teilweise auch während des Niedergangs und der Auflösung des seleukidischen Reiches in den „Oberen Satrapien“ neu bildeten, wie die Persis, Elymais, Charakene, Adiabene, Osrhoene, Gordyene, oder unter der Oberherrschaft der Arsakiden das Königreich Hatra. Kerngebiete des Reichs wurden Babylonien mit dem Reichszentrum Ktesiphon und die Landschaft Groß-Medien, die spätere Provinz Dschibāl des Kalifenreichs. In der Folge kam es zu Kämpfen mit den Römern und zentralasiatischen Völkern und auch zu Reichsteilungen. Dabei bestehen über die Geschehnisse im Osten des Reichs, wo sich ein Indo-Parthisches Königreich bildete, nur spärliche Überlieferungen. Armenien blieb vorwiegend ein römisches Klientelreich, es gelang aber einer arsakidischen Nebenlinie, sich auch unter römischer Oberhoheit als Landesherrscher durchzusetzen.
Interne Machtkämpfe, die fortdauernde römische Expansion (siehe Partherkriege), welche z. T. erfolgreich bekämpft werden konnte, und mutmaßlich Kämpfe mit den Steppenvölkern der Saken (Skythen) und Kuschan schwächten das Partherreich. Ardaschir I. aus dem Hause der Sassaniden, der ein Vasall der Arsakiden war und in der Persis herrschte, machte sich den internen Streit der Parther zu Nutze und organisierte eine Rebellion. Mit der Eroberung der Städte im iranischen Hochland und Mesopotamien beendete er die Herrschaft der arsakidischen Dynastie.

### Sassanidisches Reich
Im Sassanidenreich, das von Ardaschir I. gegründet wurde, besaßen die parthischen Adelsfamilien weiterhin großen Einfluss. Tatsächlich änderte sich an der inneren Struktur des Reiches nicht viel. Die Adelsfamilien stellten für die sassanidische Armee Soldaten, aber auch Generäle (Spahbod) zur Verfügung, die einen ritterlichen Rang genossen und den Beinamen Pahlav trugen. Zu den prominentesten Unterstützern des Hauses von Sasan gehören etwa die parthischen Häuser der Suran und Ispahbudan, die Ardaschir in seiner Rebellion gegen Artavan IV. unterstützt hatten.
Während der Kämpfe der Sassaniden mit den Byzantinern rebellierte Farruch Hormizd vom parthischen Haus der Ispahbudhan zusammen mit Schahrbaraz aus dem parthischen Haus der Mihran. Mit Kavadh II. stürzten sie Chosrau II., worauf eine Zweiteilung des Sassanidenreiches in eine parthische (pehlewanig) Fraktion im Norden und eine persische (parsig) im Süden folgte.

### Islamische Expansion
Siyavakhsh, Enkel des berühmten Bahram Tschobin, der in Rey regierte, beendete den Bürgerkrieg zwischen der parthischen und persischen Fraktion, indem er Farruch Hormizd ermordete. Mit den wuzurgan (dt. „die Ältesten“) wurde dann beschlossen, Yazdegerd III. zum König des Sassanidenreichs zu ernennen.
Zur selben Zeit marschierten unter dem Banner des Islam die Araber in das geschwächten Sassanidenreich ein. Namhafte Parther kämpften u. a. in der Schlacht von al-Qādisīya und der Schlacht bei Nehawend mit. Bei Ayn al-Tamr organisierte Mihran Bahram-i Chubin (Haus der Mihran) einen Widerstand mithilfe christlicher Araber, die jedoch von der muslimischen Armee besiegt wurden. Rostam Farrochzād aus dem Haus der Ispahbudhan führte mehrere Kämpfe gegen die muslimischen Araber an. So sandte er Bahman Jaduya aus, dem es gelang, die muslimische Armee bei der Schlacht an der Brücke für drei Jahre aufzuhalten. Nachdem Rostam Farrochzad vom sassanidischen König Yazdegerd III. aus Ktesiphon zurückbeordert worden war, kämpfte er neben Persönlichkeiten wie Javanshir, Piruz Nahavandi, Hormuzan und Piruz Khosrow in Qādisīyah gegen die Muslime, wo er in der Schlacht fiel.
Nach der Schlacht bei Nehawend 642 zerfiel das sassanidische Reich, damit auch die Verwaltungsstrukturen, die die Herrschaft der Arsakiden überdauert hatten. Die Adelsfamilien zerstreuten sich in verschiedene Regionen Irans oder gingen unter. Piruz Nahavandi, der unter Rostam Farrochzad gedient hatte, wurde von der muslimischen Armee gefangen genommen. Er diente als Sklave dem Kalifen Omar, den er ermordete, während dieser betete.
Nach der islamischen Eroberung erlebte die parthische Identität einen Rückgang, während die persische Identität sich dank der persischen Sprache behaupten konnte. Die Begriffe Parther, pahlaw, pahlawan, pahlawi u. Ä. gingen in die arabische Schrift als fahla, fahlawi usw. ein. Doch spätestens im Zuge der historisch erstmaligen Erhebung der persischen Sprache zur Staats- und Hofsprache mit dem neuen und mittels diakritischer Zusatzzeichen erweiterbaren arabischen Alphabet unter den Samaniden des 9. Jahrhunderts wurde es möglich, die historischen Bezeichnungen mit p-Laut demgemäß wiederzugeben, so dass wesentliche Begriffe, wie z. B. پدر, DMG pedar, ‚Vater‘ oder پنج, DMG panǧ, ‚fünf‘, in ihrer überlieferten Ausspracheform fortbestanden.

### Die Region Pahla (Fahla)
Verschiedene islamische Historiker sprechen nach dem Zusammenbruch des sassanidischen Reiches von der Region Fahla (pahla, dt. Parthien) und grenzen das Gebiet durch ihre Definitionen ein. Gemäß Mehrdad Ghodrat-Dizaji von der Urmia Universität geben folgende Historiker und Geografen für die Region fahla verschiedene Umfänge an:
- Ibn al-Muqaffa': Aserbaidschan, Nihawand, Hamadan, Rey, Isfahan
- al-Chwarizmi: Aserbaidschan, Nihawand, Hamadan, Rey, Isfahan
- ad-Dīnawarī: Masabadhan, Mihrajangadhaq, Kirmanshah, Dinawar, Nihawand, Hamadan
- Ibn al-Faqih: Masabadhan, Mihrajangadhaq, Kirmanshah, Dinawar, Nihawand, Hamadan, Qom
- Ibn Chordadhbeh: Masabadhan, Mihrajangadhaq, Dinawar, Nihawand, Hamadan, Qazvin, Rey, Isfahan
- al-Masʿūdī: Aserbaidschan, Masabadhan, Dinawar, Nihawand, Hamadan
- Hamzah al-Isfahani: Aserbaidschan, Nihawand, Hamadan, Rey, Isfahan
- al-Muqaddasī: Masabadhan, Mihrajangadhaq, Dinawar, Nihawand, Hamadan
- Yāqūt ar-Rūmī: Masabadhan, Mihrajangadhaq, Kirmanschah, Dinawar, Nihawand, Hamadan, Qom

Im heutigen Kontext entspricht das den Regionen, die heute noch eine nordwestiranische Sprache sprechen. Dieses Gebiet umfasst die heutigen Azari-Regionen (Aserbaidschan, West-Aserbaidschan, Ost-Aserbaidschan, Ardabil, Zandschan), die kurdischen Regionen Irans (Kermanschah, Kordestān, Hamadan), Lorestan und die ehemaligen medischen Regionen Isfahan, Rey und Qazvin. In historischem Verständnis entspricht die Region fahla der ehemaligen Provinz Medien (inkl. Atropatene) bzw. der arabischen Neubezeichnung Dschibāl und Aserbaidschan.

### Die Fahlaviyat
Weiter hat sich der Begriff Parther und Pahlaw bei Fahlaviyat bewahrt, worunter heute eine Ansammlung von lyrischen Texten verstanden wird, welche aus der Region Pahla (fahla) stammen. Diese weisen starke parthische Einflüsse, aber auch alt-azerische und kurdische auf oder sind in den persischen Dialekten der erwähnten Regionen geschrieben, die einen stark nordwestiranischen Charakter aufweisen. Unter den Autoren dieser Gedichtsammlung befinden sich u. a.:
- Awhadi Maraghai
- Ayn al-Quzat Hamadani
- Baba Tahir
- Safi ad-Din Ardabili
- Mama 'Esmat Tabrizi
- Maghrebi Tabrizi
- Homam Tabrizi
- Bondar Razi
- Safinaye Tabriz

### Städte und Regionen
Weitere Überbleibsel des Wortes Pahlaw sind Städte wie Pahleh in Ilam, Bahleh in West-Aserbaidschan oder Palu in Elazığ, die in Gebieten vorzufinden sind, in denen die Parther einen starken Einfluss hatten. Ghodrat-Dizaji nimmt an, dass in der frühislamischen Periode Irans die Region Chorasan, also die Heimat der Parther, bereits nicht mehr parthisch besiedelt war, weil in die fahla-Definition der islamischen Historiker und Geografen diese Region nicht mit eingeschlossen wird. Lazard bestätigt diese Annahme, indem er von frühen sassanidischen Militärkolonien im Osten des Reiches spricht.
Die Westwanderung der Parther und die Ansiedlung der Parther in West- und Nordiran hat entweder zu einer Assimilation der lokalen (medischen) Bevölkerung oder zu einem starken parthischen Einfluss auf diese Völker geführt. Heute werden die ehemaligen Kernregionen der Parther von nordwestiranischen Völkern bewohnt, deren Sprachen dem Parthischen nahestehen.

### Die Fehlassoziation des Mittelpersischen
Der Terminus pahlavi bzw. pahlawi wird bis heute in der Sprachwissenschaft nicht mit einheitlicher Bedeutung gebraucht. Er wird heute sowohl für Mittel-Persisch, dessen Eigenbezeichnung Pārsīg war, als auch für Mittel-Iranisch verwendet, erinnert jedoch in der Form des Pahlawani auch an alte parthische Wurzeln. Die spätere Benennung des Mittelpersischen (Sassanidischen) durch Historiker als pahlavi führte in der Wissenschaft zur Verwirrung, da mit der Konnotation pahla im eigentlichen Sinne parthisch gemeint ist. Dieser Irrtum ist darauf zurückzuführen, dass zur Zeit der Sassaniden bis zum 5. Jh. n. Chr. im Hof parthisch, also pahlawi gesprochen wurde und daher die Sprache der sassanidischen Könige als pahlawi bekannt war. Mit der Wandlung dieser Tradition – das Mittelpersische hat das Parthische verdrängt – und der Annahme, dass das Gesprochene immer noch pahlawi sei, setzte sich im Mittelalter der Irrtum durch, dass das Sassanidische das pahlawi sei. Heute wird in Iran für das Sassanidische überwiegend der Begriff (zaban-e) parsi-ye miyane (dt. Mittelpersisch) und für das Parthische pahlawi und pahlawani verwendet. Ferdinand Hennerbichler setzt sich mit dieser Problematik auseinander.
Der kurdische Wissenschaftler Mehrdad Izady argumentiert hierbei, dass Zakariya al-Qazwinis Werke nicht in die westlichen Sprachen übersetzt worden wären. Denn in seinem Werk Al-Mu‘jam werden die existierenden Dialekte des Pahlawani behandelt, welche die Gruppen Awrami, Gurani und Dimili umfassen würden. Die Gebiete der erwähnten Sprachen umfassen die Region fahla und auch das arsakidische Armenien.

## Parthische Adelsfamilien
Die sieben Häuser der Parther, welche in der Herrschaftszeit der Sassaniden großen Einfluss auf deren Politik ausübten, sind folgende:
- das Haus der Ispahbudhan, aus Hyrkanien (Gorgan)
- das Haus der Varaz, aus Ostchorasan
- das Haus der Karen, aus Nahavand und Hyrkanien (Gorgan)
- das Haus der Mihran, aus Rey
- das Haus der Spandiyadh, aus Rey
- das Haus der Zik, aus Adurbadagan
- das Haus der Suren, aus Sakastan

## Parthische Persönlichkeiten

### Im Partherreich
- Arsakes I., (iran. Araš, auch Aškan, Ashkan genannt), Gründer der arsakidischen Dynastie.
- Mithridates I., (iran. Mehrdad I.) erweiterte das Partherreich mit der Eroberung Mediens, der Persis, Mesopotamiens und Teile des griechisch-baktrischen Reiches.
- Mithridates II. (iran. Mehrdad II.), der erste König der Könige (Schahanschah)  seit den Achämeniden; das parthische Reich.
- Artabanos IV. (iran. Ardawan), bekämpfte erfolgreich die Römer und wurde von Ardaschir gestürzt.

### Im Sassanidenreich
- Suren Pahlav, ein Adeliger aus dem Haus der Suren, der unter dem sassanidischen König Bahram V. diente.
- Bahram Tschobin, ein berühmter Spahbod aus dem Hause der Mihran, der Chosrau II. stürzte und als Usurpator mit dem Königsnamen Bahram VI. als Schahanschah ein Jahr das Sassanidenreich regierte. Er kämpfte erfolgreich gegen die Byzantiner und wurde zum Spahbod von Atropatene und Medien ernannt. Im Osten bekämpfte er in der Region Chorasan erfolgreich die Göktürken und eroberte Balch und Buchara.
- Schahrbaraz, ein Spahbod, der möglicherweise aus dem Hause der Mihran stammte. Er führte erfolgreiche Kampagnen gegen die Byzantiner und regierte 630 für kurze Zeit als Usurpator.
- Farruch Hormizd, ein Spahbod aus dem Hause der Ispahbudhan, welcher kurzzeitig das sassanidische Reich in eine parthische (pahlawanig) und persische (parsig) Fraktion teilte.
- Mihran Bahram-i Chubin, Sohn des Bahram Tschobin, aus dem Hause der Mihran, der beim Kampf um Ayn al-Tamr christliche Araber mobilisierte. Über sein Schicksal ist wenig bekannt.
- Siyavakhsh, Sohn des Mihran Bahram-i Chubin, ein Aristokrat aus dem Hause der Mihran, der den Bürgerkrieg im Sassanidenreich durch die Ermordung von Farruch Hormizd beendete. Er starb im Krieg gegen Farruchsad und dessen arabische Verbündete al-Nu'man ibn Muqrin in Rey.
- Farruchsad, ein Aristokrat aus dem Hause der Ispahbudhan, Sohn des Farruch Hormizd; er gründete nach dem Einfall der Muslime in Tabaristan die Bawand Dynastie. Nach seiner Flucht vor der muslimischen Armee verbündete er sich mit dem muslimischen Heerführer Al-Nu'man ibn Muqrin und tötete Siyavakhsh, der seinen Vater ermordet hatte. Um ein Exempel zu statuieren, zerstörte al-Nu’man das Aristokratenviertel von Rey, das Farrochsad jedoch später wieder aufbauen ließ.
- Rostam Farrochzād, ein Adliger und Spahbod aus dem Hause der Ispahbudhan, der über Atropatene und Chorasan herrschte. Er rebellierte zusammen mit seinem Vater Farruch Hormizd gegen Chosrau II. und gehörte der parthischen (pahlawanig) Fraktion an. Nach dem Bürgerkrieg im sassanidischen Reich spielte er eine wichtige Rolle im Kampf gegen die muslimischen Invasoren und starb in der Schlacht von al-Qādisīya. Rostam wurde im Werk Schāhnāme von Firdausi als epischer Held verewigt.
- Piruz Nahavandi, (auch Piruzān oder von den Arabern ‘Abū-Lū‘lū’ah genannt) ein Soldat aus der parthischen Stadt Nehawend. Er stand unter dem Befehl von Rostam Farrochzād. In Gefangenschaft geraten, wurde er vom Kalifen Omar als Sklave gehalten. Ihm gelang die Ermordung des Kalifen, der die Expansion gegen das Sassanidenreich geführt hatte.

## Parthische Sprache
Die parthische Sprache hatte im sassanidischen Reich große Bedeutung. Sie wurde als Sprache des Königshofes benutzt. Der sassanidische König Schapur I. ließ seine Inschrift an der Kaʿbe-ye Zartuscht neben dem Mittelpersischen und Griechischen auch auf Parthisch verfassen. Gemäß Livshits wurde die parthische Sprache bis ins 5. Jh. n. Chr. im sassanidischen Reich benutzt. Rika Gyselen nimmt an, dass im 4. und 5. Jh. das Parthische seine Stellung als Reichssprache verlor und damit auch im üblichen Sprachgebrauch verdrängt wurde. Die mittelpersische Sprache, welche gegen Ende der Sassanidenzeit an Bedeutung gewann, verdrängte die parthische Hofsprache. Jost Gippert nimmt an, dass außer dem Reichsparthischen in den parthischen Gebieten die Sprache in verschiedenen Dialekten existierte.